# Plasma (roman)
Pour les articles homonymes, voir Plasma.
Plasma (titre original : Metropolitan) est un roman arcanepunk de Walter Jon Williams, publié en 1995. Ce même auteur a publié une suite à ce roman en 1997 nommée La Guerre du plasma.

## L'univers
L'action se situe sur une planète indéterminée qui, dans un passé lointain, a été entourée d'une barrière appelée le Bouclier. Le Bouclier émet de la lumière et de la chaleur, et désintègre toute matière qui dépasse une certaine altitude. Il absorbe toutes les émissions électromagnétiques dirigées contre lui. De fait, ce monde n'a ni jour, ni nuit, ni saisons (bien qu'il conserve des phénomènes atmosphériques comme les nuages et le vent). Les habitants divisent le temps en périodes de huit heures environ (périodes de travail, de service, et de sommeil). Qui a placé cette barrière, et pourquoi, sont les sujets principaux d'une grande partie des religions de ce monde.
Au cours des millénaires, la population a augmenté jusqu'à ce que toute la surface soit recouverte d'une seule ville, divisée en plusieurs sections équivalentes à des pays: les Métropoles. Ces sections disposent de leur propre gouvernement, qui va de la démocratie à la dictature.
La vie sur la planète serait impossible sans l'existence du plasma : une énergie réagissant à la volonté humaine, et qui est générée en disposant la matière solide (comme les immeubles, ou les structures internes d'un immeuble) selon certains schémas géométriques. Quand le plasma surgit, il peut être récolté et directement utilisé par les humains, mais en général il est emmagasiné dans des batteries pour être manipulé sans risques. Dans la majorité des cas, les sources de plasma sont sous le contrôle strict d'un gouvernement métropolitain, qui soit le conserve pour son propre usage, soit le vend à sa population, au même titre que l'eau ou l'électricité. La manipulation du plasma est essentiellement une forme de magie, et ses utilisateurs sont appelés des mages. Entre autres effets, le plasma permet de transmuter la matière (pour, par exemple, créer de la nourriture), soigner les blessures, améliorer les sens, créer des illusions ou tuer par des explosions d'énergie.

## Résumé
Le personnage principal, Ayah, est une fonctionnaire mineure de l'Office du Plasma, la compagnie  qui gère le plasma pour la métropole Barkazil, jusqu'au jour où elle découvre une source non répertoriée, et apparemment illimitée. Plutôt que de révéler sa découverte à ses employeurs, elle choisit de la garder pour elle-même, puis de chercher le meilleur moyen d'en profiter.